# Хронокулонометрія
Хро́нокулонометрі́я (англ. chronocoulometry, рос. хронокулонометрия) — електрохімічний вимірювальний метод, що використовується для аналізу або дослідження кінетики й механізму електродних реакцій і ґрунтується на вимірюванні електричного заряду, що проходить через електрохімічну чарунку, як функції часу після різкої зміни потенціалу на робочому електроді. 